# كاس آسيا 2014
كأس آسيا 2014 (المعروف أيضًا باسم كأس آسيا آرياس) كان النسخة الثانية عشرة من بطولة كأس آسيا للكريكيت. أُقيمت البطولة في بنغلاديش من 25 فبراير إلى 8 مارس 2014. حامل اللقب السابق كانت باكستان. شاركت في البطولة بنغلاديش والهند وباكستان وسريلانكا وأفغانستان، وهي أول مرة تشارك فيها أفغانستان في البطولة. لُعبت عشر مباريات وكانت المباراة النهائية بين سريلانكا وباكستان. فازت سريلانكا على باكستان في النهائي لتتوج بطلة لكأس آسيا للمرة الخامسة.